# Lampropsephus
Lampropsephus là một chi bọ cánh cứng trong họ 
Elateridae.
Chi này được miêu tả khoa học năm 1929 bởi Fleutiaux.

## Các loài
Các loài trong chi này gồm:
- Lampropsephus cyaneus Candèze, 1878